# تیلتی
تیلتی (به انگلیسی: Tilty) یک روستا و محله مدنی در بریتانیا است که در آتلزفورد واقع شده‌است. تیلتی ۹۸ نفر جمعیت دارد.